# Bartholomäus Frank
Bartholomäus Frank (* um 1460; † 1522 in Bern) war ein deutscher Kantor am Berner Münster und Komponist.

## Leben
Bartholomäus Frank stammte aus der Diözese Würzburg, sein Geburtsjahr ist nicht bekannt. 1481 wurde er als Kantor an das Berner Münster berufen und blieb dort auch nach Errichtung des Chorherrenstifts ab 1484/5, seit 1500 als Chorherr. Er schrieb und komponierte als Neujahrsglückwunsch um 1490 eine lateinische und deutsche Reimdichtung, die er dem Bischof von Sitten, Jost von Silenen, widmete; das Original, ein Pergamentblatt von 77 × 61 cm, mit Text und Musiknoten von der Hand des Kantors; ein aufgemaltes Wappenschild des Geehrten hat der Meister des Breviers des Jost von Silenen beigefügt.